# 9744 Nielsen
9744 Nielsen è un asteroide della fascia principale. Scoperto nel 1988, presenta un'orbita caratterizzata da un semiasse maggiore pari a 2,6149809 UA e da un'eccentricità di 0,2965873, inclinata di 13,54343° rispetto all'eclittica.